# Congo Town
Pour les articles homonymes, voir Congo.
Congo Town est une ville des Bahamas.
En 2010 sa population était de 90 habitants.